# (34431) 2000 SZ33
2000 SZ33 (asteroide 34431) é um asteroide da cintura principal. Possui uma excentricidade de 0.16408160 e uma inclinação de 10.70618º.
Este asteroide foi descoberto no dia 24 de setembro de 2000 por LINEAR em Socorro.